# باتريك بوالو
باتريك بوالو هو لاعب هوكي جليد كندي، ولد في 22 فبراير 1975 في مونتريال في كندا.

## وصلات خارجية
- باتريك بوالو على موقع دوري الهوكي الوطني (الإنجليزية)
- باتريك بوالو على موقع قاعة مشاهير الهوكي (لاعب أن.إتش.أل) (الإنجليزية)
- باتريك بوالو على موقع EliteProspects.com (الإنجليزية)
- باتريك بوالو على موقع HockeyDB.com (الإنجليزية)
- باتريك بوالو على موقع Hockey-Reference.com (الإنجليزية)